# Betlingchhip
Betlingchhip, Betalongchhip, Balinchhip o Thaidawr, és un cim de Tripura, Índia.
És la muntanya més alta de la serralada de Jampui (Zampui Tlangdung). Amb 1097 metres és també el punt més alt de l'estat de Tripura.